# Brandon Hammond
Brandon Hammond (Baton Rouge, 6 febbraio 1984) è un attore statunitense.

## Biografia
Il suo primo ruolo è come guest star nella serie televisiva La legge di Bird, a 7 anni. Invece al cinema, ha debuttato nel film Nella giungla di cemento del 1993. Successivamente, ha recitato in altri 10 film, tra cui Space Jam del 1996, nel quale ha interpretato Michael Jordan all'età di 10 anni. Ha lavorato anche ad altre sitcom e serie tv, tra queste La signora del West ricoprendo il ruolo di Anthony (figlio adottivo di Grace e Robert E.). Nel 2002 ha interpretato nel film Our America trasmesso da Showtime.

## Filmografia parziale

### Cinema
- Nella giungla di cemento (Menace II Society), regia di Albert e Allen Hughes (1993)
- Tales from the Hood, regia di Rusty Cundieff (1995)
- The Fan - Il mito (The Fan), regia di Tony Scott (1996)
- Space Jam, regia di Joe Pytka (1996)
- Mars Attacks!, regia di Tim Burton (1996)

### Televisione
- La legge di Bird (Gabriel's Fire) – serie TV, un episodio (1991)
- West Wing - Tutti gli uomini del Presidente (The West Wing) - serie TV, episodio 1x17 (2000)
- Our America, regia di Ernest R. Dickerson - Film TV (2002)

## Doppiatori italiani
Nelle versioni in italiano delle opere in cui ha recitato, Brandon Hammand è stato doppiato da:
- Daniele Raffaeli in Space Jam
- Alessia Amendola in The Fan - Il mito
- Simone Crisari in La famiglia Stevenson